# Donnaldsoncythere leptodrilus
Donnaldsoncythere leptodrilus är en kräftdjursart som beskrevs av Hobbs och Walton 1977. Donnaldsoncythere leptodrilus ingår i släktet Donnaldsoncythere och familjen Entocytheridae. Inga underarter finns listade i Catalogue of Life.